# Castel di Tora
Castel di Tora é uma comuna italiana da região do Lácio, província de Rieti, com cerca de 218 habitantes. Estende-se por uma área de 15 km², tendo uma densidade populacional de 15 hab/km². Faz fronteira com Ascrea, Colle di Tora, Pozzaglia Sabina, Rocca Sinibalda, Varco Sabino.
Faz parte da rede das Aldeias mais bonitas de Itália.

## Demografia
| Variação demográfica do município entre 1861 e 2011                               |
|                                                                                   |
| Fonte: Istituto Nazionale di Statistica (ISTAT) - Elaboração gráfica da Wikipedia |